# Шварц-Вайс (Ессен)
Есенер Тернербунд «Шварц-Вайс Ессен» (нім. Essener Turnerbund Schwarz-Weiß e. V.) — німецький футбольний клуб з Ессена, заснований у 1881 році. Виступає в Оберлізі. Домашні матчі приймає на стадіоні «Уленкруґштадіон», місткістю 9 950 глядачів.

## Історія
Футбольний сегмент спортивного об'єднання був заснований в 1900 році . Найбільший успіх команди - завоювання в 1959 році Кубка Німеччини . У 1967 році клуб піднявся до Бундесліги ; в 1985 році брав участь в чвертьфіналі аматорської ліги Німеччини.

## Досягнення
- Кубок Німеччини
  - Володар: 1959
- Оберліга (Захід)
  - Чемпіон: 1961.